# Potapowo (obwód kurski)
Potapowo (ros. Потапово) – wieś (ros. деревня, trb. dieriewnia) w zachodniej Rosji, w sielsowiecie brieżniewskim rejonu kurskiego w obwodzie kurskim.

## Geografia
Miejscowość położona jest nad Małają Kuricą (prawy dopływ Bolszajej Kuricy w dorzeczu Sejmu), 7,5 km od centrum administracyjnego sielsowietu (Wierchniekasinowo), 19 km na północny zachód od Kurska, 9 km od drogi magistralnej (federalnego znaczenia) M2 «Krym» (część trasy europejskiej E105).
We wsi znajduje się 35 posesji.
Klimat
Miejscowość, jak i cały rejon, znajduje się w strefie klimatu kontynentalnego z łagodnym ciepłym latem i równomiernie rozłożonymi opadami rocznymi (Dfb w klasyfikacji klimatów Köppena).

## Demografia
W 2010 r. wieś zamieszkiwało 49 osób.